# Powerlifting ai Giochi mondiali 2025
Le competizioni di powerlifting ai Giochi mondiali 2022 si sono svolte dal 14 al 17 agosto 2025 allo Chengdu High-Tech Zone Sports Center di Chengdu, in Cina.

## Podi

### Uomini
| Specialità                         | Oro                    | Argento              | Bronzo               |
| Pesi leggeri classico (dettagli)   | Joseph Jordan          | Kyota Ushiyama       | Clifton Pho          |
| Pesi medi classico (dettagli)      | Jurins Kengamu         | Enahoro Asein        | Kjell Egil Bakkelund |
| Pesi massimi classico (dettagli)   | Anatolii Novopysmennyi | Gustav Hedlund       | Emil Norlin          |
| Supermassimi classico (dettagli)   | Temur Samkharadze      | Etienne El Chaer     | Nicolas Peyraud      |
| Pesi leggeri attrezzato (dettagli) | Yusuke Satake          | Hsieh Tsung-ting     | Hassan El Belghiti   |
| Pesi medi attrezzato (dettagli)    | Chiang Kai-chieh       | Vitalii Kolomiiets   | Mykola Barannik      |
| Pesi massimi attrezzato (dettagli) | Kostiantyn Musiienko   | Volodymyr Rysiev     | Ian Bell             |
| Supermassimi attrezzato (dettagli) | Yang Sen               | Jared Kennedy Martin | Oleksii Bychkov      |

### Donne
| Specialità                         | Oro                    | Argento          | Bronzo                 |
| Pesi leggeri classico (dettagli)   | Tiffany Chapon         | Megan-Li Smith   | Evie Corrigan          |
| Pesi medi classico (dettagli)      | Alba Boström           | Sara Naldi       | Joy Chinonso Nnamani   |
| Pesi massimi classico (dettagli)   | Karlina Tongotea       | Carola Garra     | Marte Kjenner          |
| Supermassimi classico (dettagli)   | Brittany Schlater      | Sonita Muluh     | Natalie Laalaai        |
| Pesi leggeri attrezzato (dettagli) | Zuzanna Kula           | Tetiana Bila     | Anastasiia Derevianko  |
| Pesi medi attrezzato (dettagli)    | Taylor Lynn Lachapelle | Larysa Soloviova | Alessandra Cernigliaro |
| Pesi massimi attrezzato (dettagli) | Marte Elverum          | Kelsey McCarthy  | Matilda Vilmar         |
| Supermassimi attrezzato (dettagli) | Rhaea Stinn            | Daria Rusanenko  | Mary Jane Krebs        |